# Козьмодем'янськ (Совєтський район)
Ко́зьмодем'я́нськ (рос. Козьмодемьянск, марій. Козьмодемьянск) — присілок у складі Совєтського району Марій Ел, Росія. Входить до складу Михайловського сільського поселення.
Стара назва — Козмодем'янськ.

## Населення
Населення — 8 осіб (2010; 7 у 2002).
Національний склад (станом на 2002 рік):
- марі — 57 %
- росіяни — 43 %